# Love, Laughter and Truth
Love, Laughter and Truth és un àlbum del 2002 format de material previ inèdit del comediant Bill Hicks. El material de l'àlbum va ser gravat originalment per Bill Hicks per a ús personal, però després de la seva mort va ser revisat pels agents de Hicks Estate, i es va decidir de publicar els fragments prèviament inèdits. El material prové de gravacions fetes des del 1990 al 1993 a Denver, San Ramon, West Palm Beach, San Francisco i Pittsburgh.

## Mala qualitat de so
Aquest àlbum està ple de mala qualitat de so. Això és degut als equips que es van usar en diverses ocasions per les gravacions i la falta de volum mentre es gravava. Abans de publicar l'àlbum, se'n va fer una cuidada remasterització. Tot i així, el so és de mala qualitat i les variacions de volum entre les cançons són fàcilment detectables.

## Llista de cançons
1. "Intro / Smokers Vs Drinkers" – 1:33
2. "Drunk Driving" – 6:53
3. "New York Apartment" – 1:53
4. "My One Man Show" – 1:32
5. "Pot Smoking" – 1:11
6. "Drugs Are Bad" – 3:14
7. "Children on Airplanes" – 3:52
8. "50 Year Smoker" – 1:37
9. "Smoking in Heaven" – 3:57
10. "Austràlia" – 2:18
11. "Satiating the American Comedy Audience" – 0:44
12. "Dance Club" – 1:44
13. "Speaking of Homosexuality" – 2:32
14. "Poe-Naw-Grah-Fee" – 1:46
15. "A Question for the Ladies" – 4:33
16. "My Favourite New Kid" – 1:07
17. "You Can't Get Bitter" – 2:53
18. "Closing Bit" – 0:27